# Pleyber-Christ
Pleyber-Christ är en kommun i departementet Finistère i regionen Bretagne i västra Frankrike. Kommunen ligger i kantonen Saint-Thégonnec som tillhör arrondissementet Morlaix. År 2022 hade Pleyber-Christ 3 175 invånare.

## Befolkningsutveckling
Antalet invånare i kommunen Pleyber-Christ
Referens:INSEE